# Baeza
Baeza es una ciudad y municipio de España, en la provincia de Jaén. Está integrada en la comarca de La Loma y es cabeza del partido judicial de Baeza. Cuenta con una población de 15 677 habitantes (INE 2024).
El 3 de julio de 2003 la UNESCO declaró los conjuntos monumentales renacentistas de Úbeda y Baeza Patrimonio de la Humanidad.
Además, destaca como centro de producción de aceite de oliva.
Denominada "Nido Real de Gavilanes" por el romancero, fue un punto clave en la conquista de al-Ándalus por los reyes cristianos; pasando definitivamente al reino de Castilla en 1227. Atalaya sobre el Guadalquivir, la posesión de su alcázar (considerado como inexpugnable) aseguró la retaguardia castellana, la vez que supuso una amenaza constante para los reinos islámicos situados al oeste y al sur del Guadalquivir; una amenaza que se hizo efectiva durante los más de dos siglos de lucha fronteriza que separaron la incorporación de Baeza al reino de Castilla y la caída del reino nazarí de Granada (1492).
Durante el período de gran crecimiento demográfico y económico que supuso la mayor parte del siglo XVI, y aún en parte del XVII, Baeza construyó sus edificios públicos y administrativos con alto sentido de capitalidad y con la más alta dignidad, conformando así, junto con las construcciones eclesiásticas, un tejido urbano caracterizado por una monumentalidad que ha dado a la ciudad un encanto especial a los ojos del visitante.

## Geografía

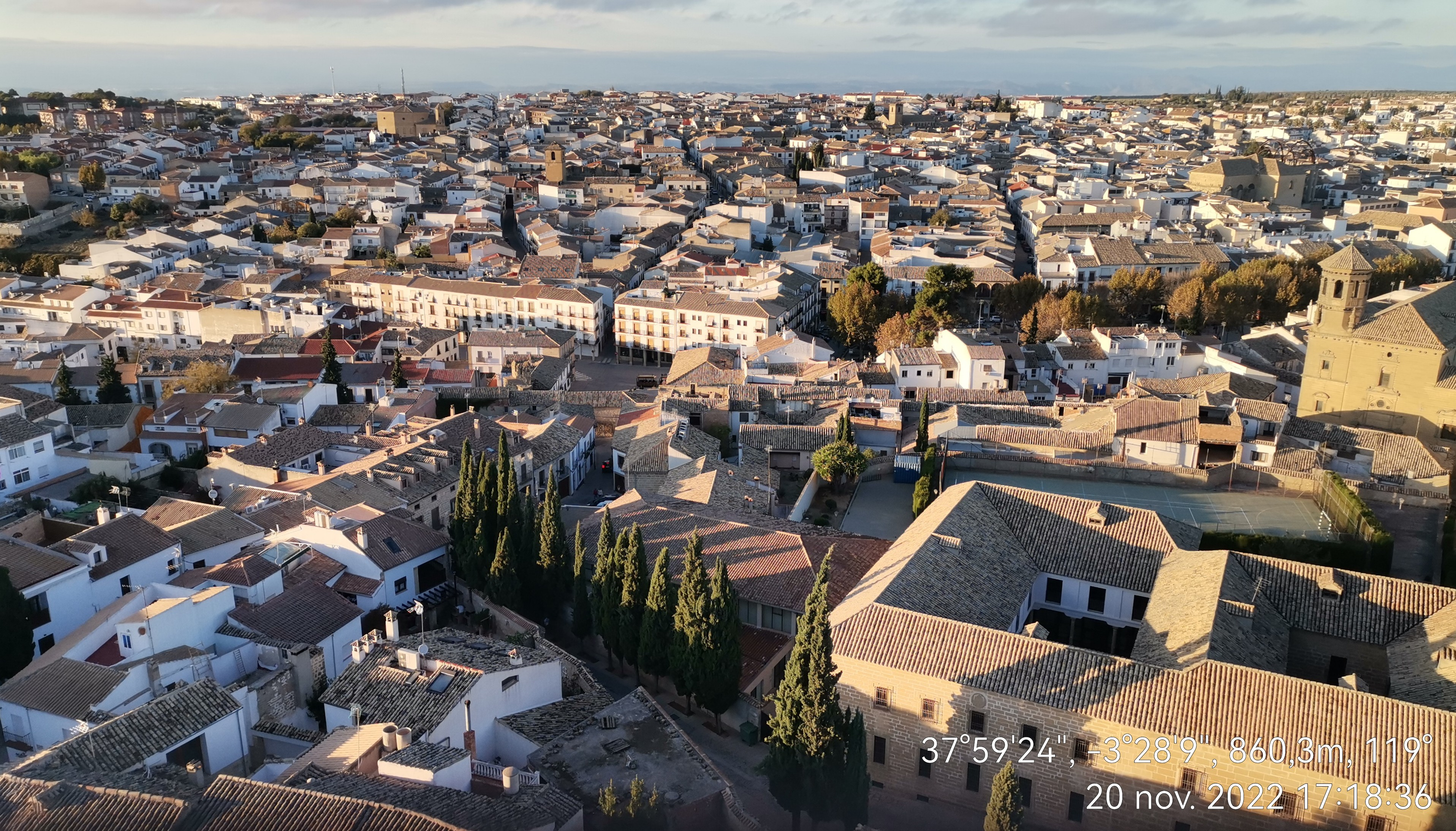
Vista de Baeza

Se encuentra a unos 48 km al noreste de la capital provincial, Jaén, y limita por el este con el municipio de Úbeda, con el que comparte la capitalidad de la histórica Comarca de La Loma.
En la escalera monumental del edificio plateresco del Ayuntamiento (en su primer escalón) está marcado un círculo que históricamente señala este punto como el centro geográfico del Reino de Jaén, el kilómetro cero provincial. De hecho, no fue hasta finales del siglo XVI cuando la ciudad de Jaén tomó el relevo a Baeza, en todos los ámbitos, como cabeza del Santo Reino que devino en la actual provincia[cita requerida]. La ciudad, que en la Reconquista encabezó el actual territorio que ocupa hoy la provincia de Jaén, actualmente sigue siendo en cierto modo el alma histórica de esta provincia, y resume la esencia de lo jiennense.

### Topografía
Situada en lugar dominante de la muy histórica comarca de La Loma y en la margen derecha del Guadalquivir, que discurre a corta distancia por su alto valle, se alza la ciudad de Baeza, de antiquísima historia. La ciudad se encuentra asentada sobre tres cerros y el pequeño valle que queda en medio, en una posición bastante elevada sobre el valle del Guadalquivir, situación propicia para ser una plaza de muy importante ubicación desde la antigüedad.
El término municipal de Baeza limita con los términos municipales de los siguientes pueblos: Ibros, Rus, Úbeda, Begíjar, Mancha Real, Jimena, Bedmar y Garcíez y Jódar.
| Noroeste: Ibros               | Norte: Ibros y Rus             | Noreste: Úbeda |
| Oeste: Begíjar                |                                | Este: Úbeda    |
| Suroeste Mancha Real y Jimena | Sur: Jimena y Bedmar y Garcíez | Sureste: Jódar |

### Clima
Baeza, al igual que el resto de La Loma presenta un clima mediterráneo-continental, con unos inviernos bastante fríos, (6 °C de temperatura media en enero) y unos veranos calurosos, aunque sensiblemente menos que en el cercano valle del Guadalquivir (26 °C en agosto). Su temperatura media anual es de unos 15 °C. Las lluvias se concentran principalmente entre los meses de octubre y mayo, siendo los veranos muy secos. n Baeza, los veranos son cortos, cálidos, áridos y mayormente despejados y los inviernos son muy frío y parcialmente nublados. Durante el transcurso del año, la temperatura generalmente varía de 0 °C a 35 °C y rara vez baja a menos de -4 °C o sube a más de 39 °C. Las precipitaciones medias superan los 500 mm por año.
| Parámetros climáticos promedio de Baeza en el periodo 1971-2000 | Parámetros climáticos promedio de Baeza en el periodo 1971-2000 | Parámetros climáticos promedio de Baeza en el periodo 1971-2000 | Parámetros climáticos promedio de Baeza en el periodo 1971-2000 | Parámetros climáticos promedio de Baeza en el periodo 1971-2000 | Parámetros climáticos promedio de Baeza en el periodo 1971-2000 | Parámetros climáticos promedio de Baeza en el periodo 1971-2000 | Parámetros climáticos promedio de Baeza en el periodo 1971-2000 | Parámetros climáticos promedio de Baeza en el periodo 1971-2000 | Parámetros climáticos promedio de Baeza en el periodo 1971-2000 | Parámetros climáticos promedio de Baeza en el periodo 1971-2000 | Parámetros climáticos promedio de Baeza en el periodo 1971-2000 | Parámetros climáticos promedio de Baeza en el periodo 1971-2000 | Parámetros climáticos promedio de Baeza en el periodo 1971-2000 |
| Mes | Ene.                                                            | Feb.                                                            | Mar.                                                            | Abr.                                                            | May.                                                            | Jun.                                                            | Jul.                                                            | Ago.                                                            | Sep.                                                            | Oct.                                                            | Nov.                                                            | Dic.                                                            | Anual                                                           |
| --- | --------------------------------------------------------------- | --------------------------------------------------------------- | --------------------------------------------------------------- | --------------------------------------------------------------- | --------------------------------------------------------------- | --------------------------------------------------------------- | --------------------------------------------------------------- | --------------------------------------------------------------- | --------------------------------------------------------------- | --------------------------------------------------------------- | --------------------------------------------------------------- | --------------------------------------------------------------- | --------------------------------------------------------------- |
| Temp. máx. media (°C) | 10.5                                                            | 12.6                                                            | 15.7                                                            | 18.8                                                            | 22.5                                                            | 29.2                                                            | 33.9                                                            | 33.3                                                            | 28.5                                                            | 21.3                                                            | 15.2                                                            | 11.2                                                            | 21.0                                                            |
| Temp. media (°C) | 6.3                                                             | 7.7                                                             | 10.4                                                            | 13.0                                                            | 16.4                                                            | 22.0                                                            | 26.1                                                            | 25.7                                                            | 21.8                                                            | 15.8                                                            | 10.6                                                            | 7.2                                                             | 15.2                                                            |
| Temp. mín. media (°C) | 2.1                                                             | 2.8                                                             | 5.0                                                             | 7.2                                                             | 10.2                                                            | 14.7                                                            | 18.3                                                            | 18.1                                                            | 15.1                                                            | 10.3                                                            | 6.0                                                             | 3.1                                                             | 9.4                                                             |
| Precipitación total (mm) | 55                                                              | 59                                                              | 74                                                              | 61                                                              | 48                                                              | 18                                                              | 6                                                               | 8                                                               | 26                                                              | 49                                                              | 51                                                              | 61                                                              | 516                                                             |
| Fuente: Ministerio de Agricultura, Alimentación y Medio Ambiente. Datos de precipitación para el periodo 1971-2000 y de temperatura para el periodo 1971-2000 en Baeza 23 de octubre de 2012 |                                                                 |                                                                 |                                                                 |                                                                 |                                                                 |                                                                 |                                                                 |                                                                 |                                                                 |                                                                 |                                                                 |                                                                 |                                                                 |

## Historia

### Prehistoria

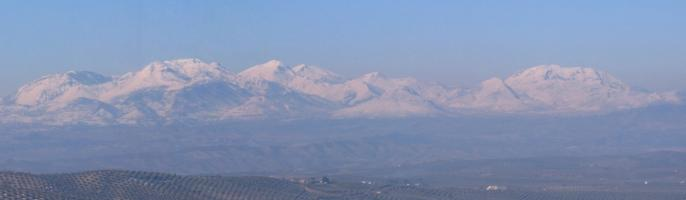
Vista de Sierra Mágina desde la sierra de Cazorla

Se puede hablar de una "prehistoria" relevante en Baeza por los varios yacimientos arqueológicos que se han catalogados. Aunque hasta la Edad del Cobre, a mediados del III Milenio a. C., no aparecen según los muestreos ciertos grupos humanos de entidad significativa, es cierto que del V milenio a. C. hay datos de existencia en la zona de grupos epipaleolíticos en lo que respecta a sus hábitos de vida, caracterizados por una supervivencia de cazadores y recolectores. Mil años después acudirán comunidades de más al sur, concretamente de las cuevas y abrigos de Sierra Mágina; se trata de grupos que traen consigo formas neolíticas basadas en la actividad agraria y en ciertos avances técnicos como el pulimento de la piedra y la cerámica. Todo ello ha sido documentado en yacimientos como el de Los Horneros, Los Morales y Toya. En la Edad del Cobre aparecen poblados de cabañas, algunos amurallados, mirando al Guadalquivir, donde las tierras eran más fértiles. Se trata ya de una economía ciertamente diversificada: agricultura, aprovechamientos forestales, ganadería, pesca y caza, con utensilios y herramientas de muchos tipos.
En la Edad del Bronce aparecen nuevos poblados; las actividades siguen siendo prácticamente las mismas y a través de los ajuares funerarios se percibe cierta estratificación social.
En el cerro del Alcázar, al sur de la ciudad, existió una de estas ciudades íberas durante al menos trescientos años. Estaba amurallada y con cabañas intramuros bajo las cuales se llevaban a cabo enterramientos. En este cerro se ubicaron sucesivos poblados íberos a partir del siglo IV a. C.

### Historia antigua
Las distintas fuentes clásicas, ya sean escritas o epigráficas, mencionan a la Vivatia, cuya relación con dicha cultura se remonta a la época del Imperio, allá por el siglo I a. C.. Fue adscrita primero a la Hispania Citerior, pagando tributos pero con leyes propias. En el siglo I de nuestra era se la incluyó en el Conventus Carthaginensis (Provincia Tarraconense), cuya administración y economía estaban regidas por Cartago Nova y la vecina ciudad capital de Cástulo. Décadas más tarde, Vespasiano le otorgaría la categoría de Municipio Flavio, hecho que le confería superior rango administrativo sobre las "villae" de la comarca. Es una época en la que Vivatia es lugar fundamental en las vías de comunicación por las que transcurre la plata que era trasportada desde las minas de Sierra Morena hacia la costa levantina.
En época posterior, al final del imperio romano Biatia o Beatia, recoge el testigo de capitalidad de la provincia que ostentaba Cástulo, al trasladarse aquí la ceca y el obispado. También se verá afectado el territorio con las oleadas de invasiones bárbaras, en el siglo V, aunque la oligarquía hispanorromana mantendrá su importancia en la comarca hasta la imposición de la autoridad visigoda en el siglo VI. La aristocracia goda se funde con la hispanorromana y se hacen con todos los resortes del poder; el campesinado está compuesto en su mayoría por hispanorromanos, la clase social más numerosa, compuesta de propietarios de tierra, colonos y esclavos, siendo ya incipiente la minoría judía dedicada a la empresa y el comercio.
En la Hispania visigoda fue sede episcopal de la iglesia, sufragánea de la archidiócesis de Toledo que comprendía la antigua provincia romana de Cartaginense en la diócesis de Hispania. Aún se conservan restos visigodos bajo algunos edificios, como parece ser el caso del arco embutido en uno de los muros de la iglesia románica de Santa Cruz.

### Edad Media

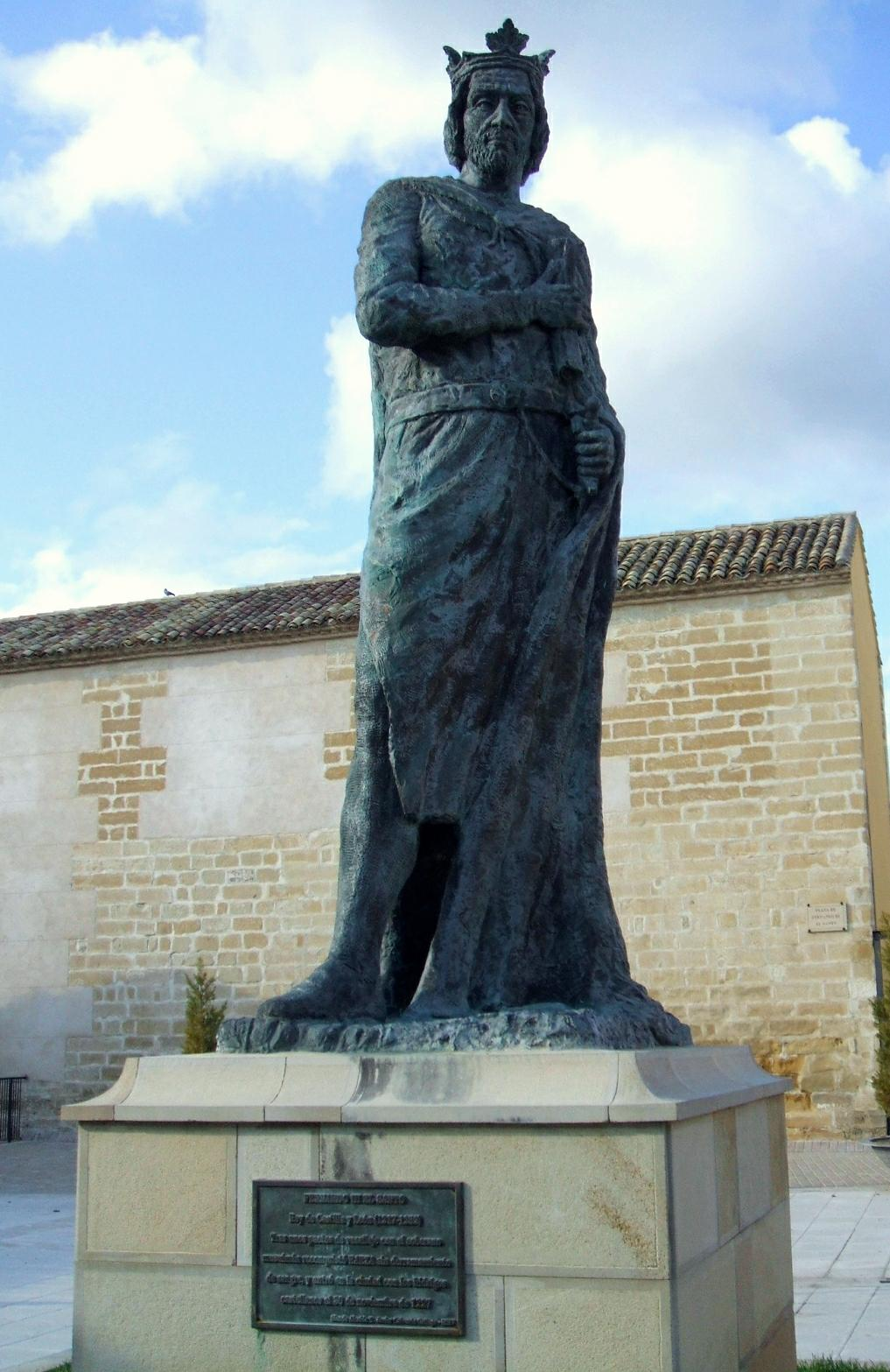
Monumento a Fernando III el Santo, localizado en Baeza

Vuelven los cambios con la llegada de los musulmanes, a la que llamaron Bayyasa, en el siglo VIII. El territorio se redistribuye entre hispanogodos, las tribus árabes y los Omeyas; mientras la Iglesia, aunque continúa existiendo, pierde poder económico. Los muladíes (convertidos al islam) y los mozárabes (cristianos que permanecen en al-Ándalus) conformaron estructuras sociales no muy distintas a las previamente existentes.
Tras periodos diversos de crisis que conducen a la caída del Califato, llega la época de los reinos de Taifas durante la cual Bayyasa será sometida por unos y otros. En 1147 es reconquistada por Alfonso VII el Emperador con la supuesta ayuda de San Isidoro de Sevilla que se le aparece en sueños mientras la asediaba. Para honrar esta toma se creó en la ciudad capital de León la cofradía del Pendón de Baeza. La ciudad acuñará moneda para el rey leonés bajo el gobierno del gobernador procristiano Abdallaziz.
Diez años después los almohades la conquistan. Sin embargo, el 16 de julio de 1212, las tropas cristianas comandadas por el castellano Alfonso VIII destruirán el Imperio Almohade casi por completo en la Batalla de las Navas de Tolosa. En unas terceras taifas, Bayyasa se erige en capital de una efímera Taifa de Baeza que comprendía una amplia zona de Jaén y Córdoba. Su "emir" Abd Al·lah al-Bayyasi se declaró vasallo de Fernando III, apoyándole en campañas contra otros emires musulmanes. Al-Bayyasi murió asesinado a traición en Almodóvar del Río y el 30 de noviembre de 1227 Fernando III, el Santo, toma posesión definitiva de Baeza en nombre del hijo de aquel, Abd al-Mon, aunque finalmente integra la ciudad en el Reino de Castilla. Los musulmanes expulsados viajan al sur y se establecen en el Albaicín de Granada.
Hasta la reconquista de Jaén en 1246 Baeza es la capital del efímero Reino de Baeza, después integrado en el nuevo Reino de Jaén. Igualmente también se traslada la titularidad de la diócesis a la nueva capital del reino. En este periodo el nombre de la ciudad fue tomado como apellido.
Fernando III dota a Baeza del Fuero Conquense, con la pretensión de atraer a población de territorios cristianos del norte, y funda en ella la Compañía de los doscientos ballesteros del Sr. Santiago. Enrique II hace grandes donaciones a sus seguidores en la región y así la oligarquía consolida en ella su poder. A partir de esta época dos poderosas familias, los Benavides y los Carvajales se enfrentan entre sí en lo que se puede denominar "guerra civil baezana", cuyo fin estuvo determinado por la actuación decisiva de Isabel la Católica, que para prevenir nuevas pugnas mandó demoler el imponente Alcázar de la ciudad, sito en el cerro homónimo.

### Edad Moderna

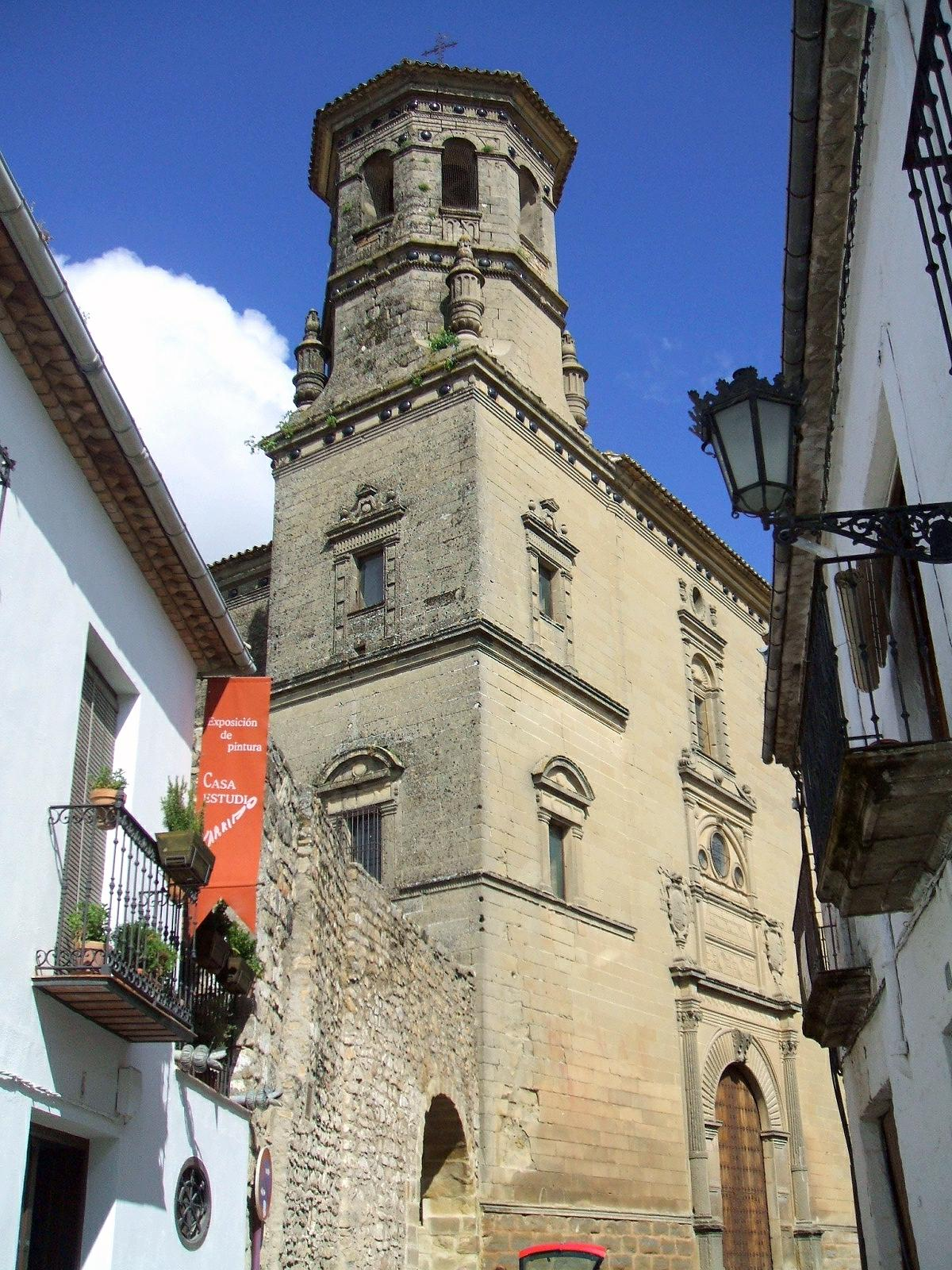
La Antigua Universidad de Baeza, desde la calle Conde de Romanones

En los siglos XV y XVI la economía baezana crece merced a la gran producción cerealística, de harinas, maderas, azafranes, sedas, vid y olivo, además del peso de la caballería y la ganadería, lo que se proyecta en una gran industria de paños y curtiduría con el consiguiente comercio de estas manufacturas. A mediados del XVI la población de Baeza duplica ya la del siglo anterior y su riqueza agrícola, ganadera, industrial y comercial potencia una pequeña nobleza que quiso proyectar su estatus social tanto a través de la monumentalidad de sus casonas como de los edificios públicos desde los que regía colectivamente la vida de la ciudad; los mismos que hoy dotan de esplendor y encanto a la misma.
No obstante, durante el siglo XVII se produjo una recesión económica paralela a la del resto de España; todo ello motivado por la descabellada política de los sucesores de Felipe II (Felipe III, Felipe IV, Carlos II), sobre todo con relación al exterior, por las continuas guerras estériles, tan gravosas para la economía y la población. Solo decir que de tener excedentes de cereal, se hubo de pasar a la importación de grano, lo que hundió aún más la economía.
Con la llegada del 1700, el nuevo siglo trae también una nueva dinastía, los Borbones, que dieron otro aire al reino de España. Para la Baeza agotada, quizá fue ya demasiado tarde y el punto de inflexión marcado por el s. XVII constituiría a la postre un muro casi insalvable. La propiedad del agro seguiría en porcentaje altísimo en manos de latifundistas y de la Iglesia, mientras apenas había tierra en manos de pequeños propietarios o arrendatarios. Muy grave resultó para la ciudad el terremoto de Lisboa, de 1755, que quebrantó la mayoría de edificios y viviendas. En 1779 se produce la segregación de Begíjar de Baeza y en 1795 la de Lupión (que contenía entonces también Torreblascopedro).

### Edad Contemporánea
Los muchos avatares políticos de la España del XIX, entre ellos el desastre de gravísimas consecuencias de la ocupación francesa, hicieron que Baeza quedará aún más diezmada demográfica y económicamente; solo en la segunda mitad del siglo se pudo experimentar cierta recuperación, pero el posterior desarrollo de otras localidades mineras adyacentes a Sierra Morena repercutió negativamente en Baeza. En 1824, bajo el reinado de Fernando VII, se ordena la supresión definitiva de la Universidad de Baeza, aunque el edificio continuó usándose como centro docente. De 1892 data la plaza de toros, con corrida inaugural de Lagartijo y Guerrita. La tensión política y social se acentúa a principios del siglo XX y el movimiento obrero da lugar al nacimiento de grupos anarcosindicalistas y socialistas. Después, la dictadura de Primo de Rivera no terminó de beneficiar a la ciudad que vio como se frustraba el proyecto de ferrocarril Baeza-Utiel (definitivamente cancelado en 1964). La Reforma Agraria promulgada en 1932 por la Segunda República no se aproximó a las expectativas creadas. De 1924 data el Banco Puche, cuyo nombre oficial era Hijo de Dionisio Puche, banquero que operaba en la zona desde finales del siglo XIX. En 1936, tras el comienzo de la guerra civil española (1936–1939), se expropiaron muchas tierras que pasaron a manos de colectividades supervisadas por la UGT y la CNT.
En la primera etapa de la dictadura del general Franco, no hubo mejoras ostensibles; la década de los 40 fue muy dura en todos los sentidos: la política restrictiva de postguerra y las malas cosechas acentuaron la precariedad de los conocidos como "años del hambre". El "Plan Jaén", que se implementó durante los años 50, no tuvo gran efecto en la zona en parte por la falta de interés del régimen. De aquellos años data el Poblado de Colonización de Puente del Obispo, promovido por el Instituto Nacional de Colonización. En los años 60 el denominado desarrollismo tampoco fue algo que se dejara notar especialmente en Baeza. Como en otras poblaciones rurales de Jaén se produce a mediados de siglo el éxodo rural a las ciudades industriales de Madrid, Cataluña y Valencia, y también a Europa, mayormente a Francia y Alemania. En 1981 el alcalde José Luis Puche impulsa la instalación en Baeza de la Academia de Guardias y Suboficiales en detrimento de la institución ubicada en Úbeda.
El 3 de julio de 2003, la UNESCO declara los conjuntos monumentales renacentistas de Úbeda y Baeza Patrimonio de la Humanidad. Este acontecimiento profundiza el relanzamiento de la ciudad al incrementar considerablemente el interés del sector turístico.

## Demografía
Baeza cuenta con una población de 15 677 habitantes (INE 2024).
| Gráfica de evolución demográfica de Baeza entre 1842 y 2021                                                         |
| |
| Población de derecho según los censos de población del INE Población de hecho según los censos de población del INE |

### Comunicaciones
- Baeza es accesible a través de las carreteras A-316 (próxima A-95), y N-322 (enlazando con la C-326).
- La ciudad dispone de una estación de autobuses interurbanos que la conecta con numerosos pueblos y ciudades de la provincia (Úbeda, Linares, Jaén), además de con diferentes ciudades de España, como Granada y Málaga.
- También dispone de comunicación por ferrocarril a través de la estación de Linares-Baeza, con comunicaciones con toda España. La estación se encuentra a unos 15 km al noroeste de Baeza, y está enlazada con la ciudad por taxi y por los autobuses interurbanos de la compañía ALSA. El Tranvía de la Loma, que tenía estación en la propia ciudad y que unía esta con Linares, la estación de Linares-Baeza y Úbeda, permanece cerrado desde 1966.
- Los aeropuertos más cercanos (respectivamente a 146 km y 155 km de Baeza) son el de Córdoba y el de Granada, que cuentan con conexiones nacionales e internacionales.
- Dentro del municipio hay un servicio de taxis bastante amplio, además de una línea de autobuses urbanos.

## Economía

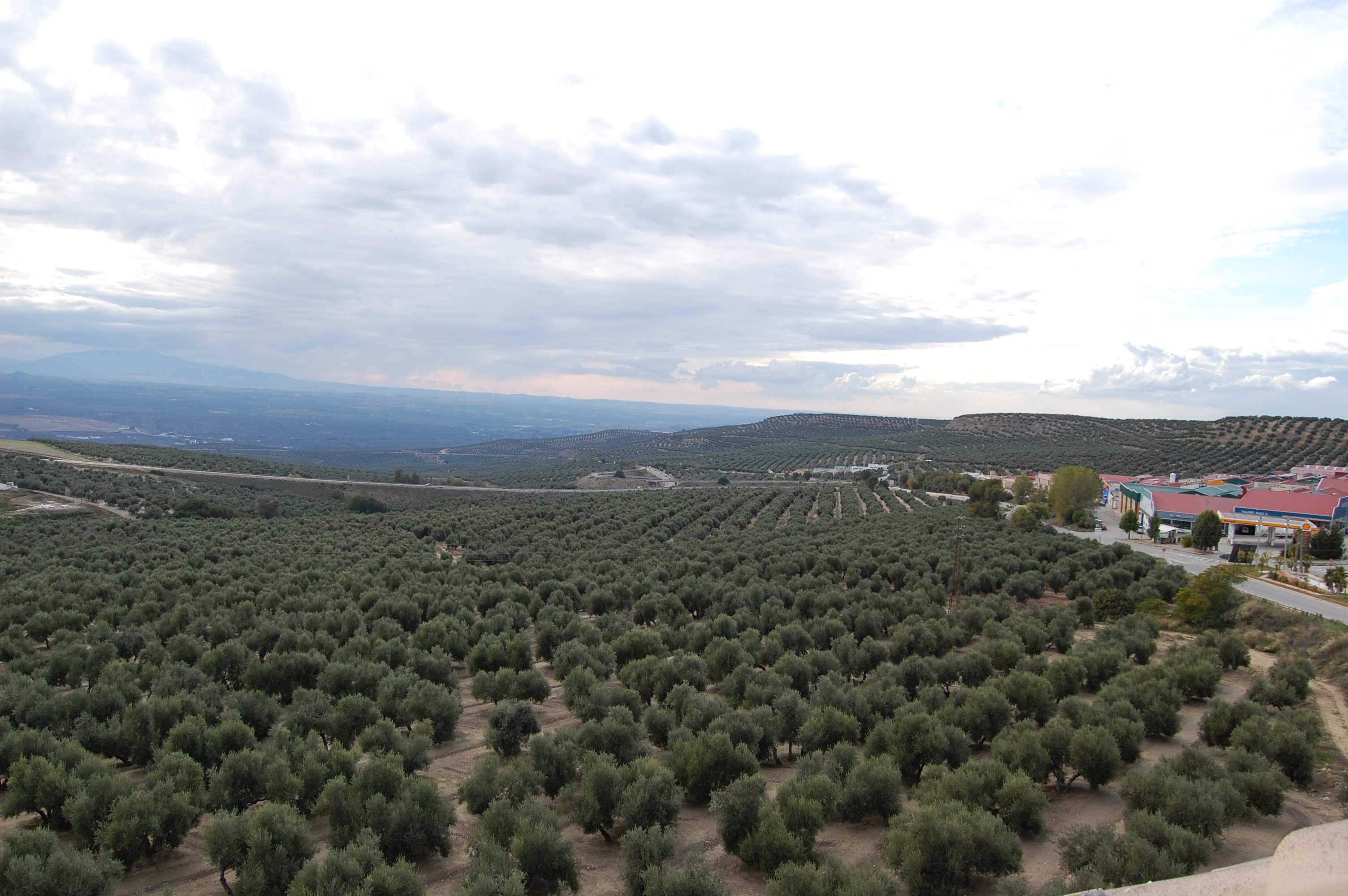
Olivares de campiña

Baeza es una agrociudad, donde el cultivo del olivo es el mayor generador de riqueza y empleo, ya que al menos el 47 % de la población activa trabaja en el sector agrícola. Hay más de 16.000 ha dedicadas al cultivo del olivo, principalmente para la venta mayorista. Son aceites de una gran calidad, en 2020 la envasadora Olivar de la Monja obtuvo el premio Evooleum Award al mejor picual y Aceite Supremo al mejor royal. Aceites Perales quedó finalista en los Premios Mario Salinas del Consejo Oleícola Internacional.
Dentro del sector terciario, gracias a su condición de conjunto monumental renacentista Patrimonio de la Humanidad cuenta con 10 establecimientos hoteleros y el sector servicios se ve favorecido, no solo por el turismo, sino también por la existencia de la Academia de Guardias y Suboficiales. En 2019 el precio medio del alquiler en Baeza era el segundo más alto de la provincia, solamente por detrás Jaén.

### Evolución de la deuda viva municipal
El concepto de deuda viva contempla sólo las deudas con cajas y bancos relativas a créditos financieros, valores de renta fija y préstamos o créditos transferidos a terceros, excluyéndose, por tanto, la deuda comercial.
| Gráfica de evolución de la deuda viva del Ayuntamiento entre 2008 y 2023                        |
|                                                                                                 |
| Deuda viva del Ayuntamiento de Baeza, en miles de euros, según datos del Ministerio de Hacienda |

## Símbolos
Heráldica municipal
En campo de gules, un castillo con dos torres de oro, almenado, aclarado de azur y mazonado de sable, en cuya puerta y en cada una de sus hojas, figura una llave de plata, puesta en palo. El castillo está surmontado por un aspa o sotuer de oro, y este a su vez, por una cruz patriarcal de plata.
Bandera
Despliega la heráldica municipal sobre paño morado, de conformidad con el pendón morado de León.
Himno
Compuesto en los años cuarenta del siglo XX, cuenta con letra del que fuera alcalde Francisco Rodríguez Haro y música del maestro Emilio Cebrián Ruiz.
Mote
El mote Nido Real de Gavilanes se ha colado a veces en una filacteria bajo el escudo a modo de lema.

## Administración y política

### Gobierno municipal

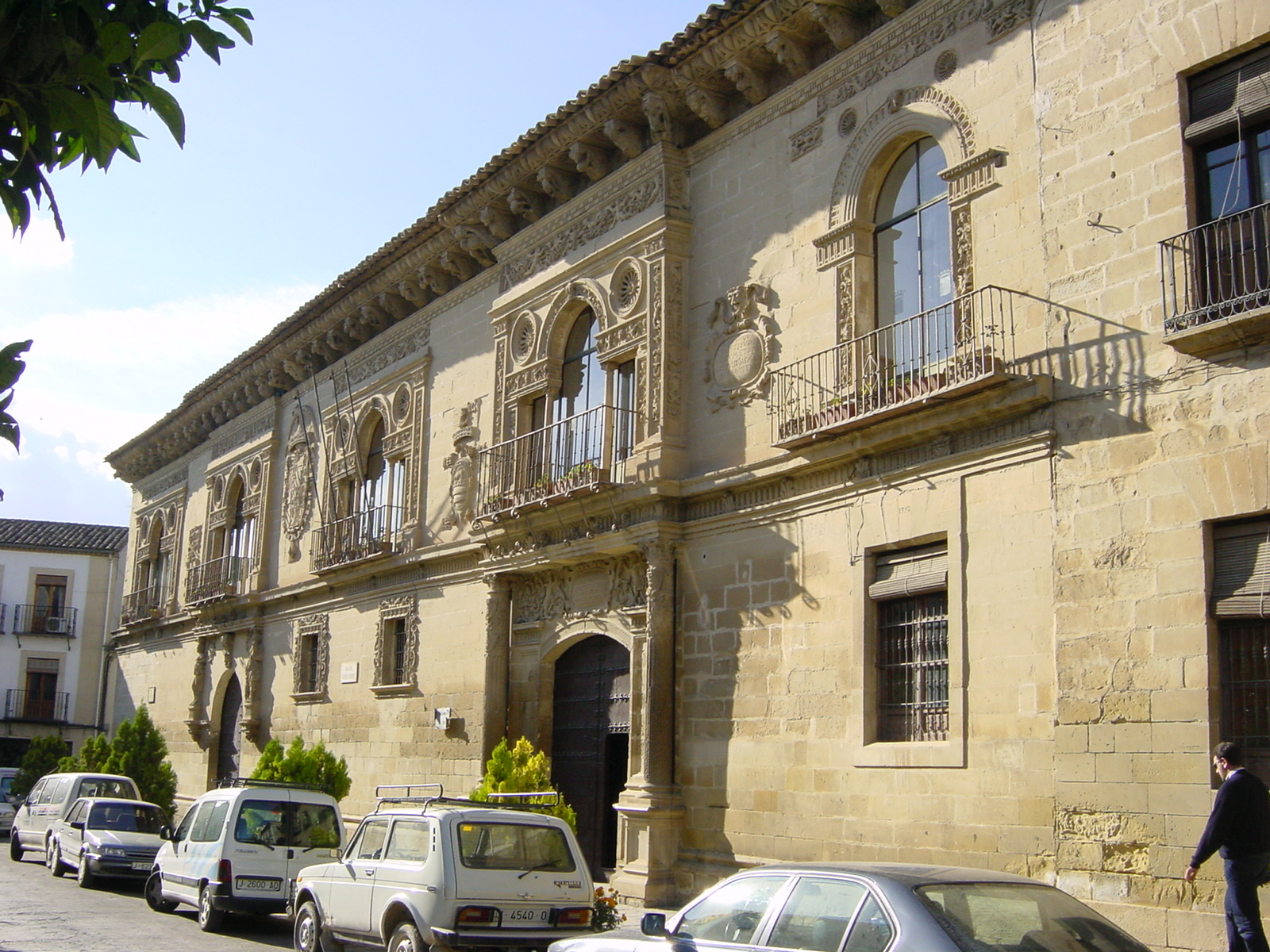
Sede del Ayuntamiento de Baeza, antigua cárcel y casa del corregidor, monumento nacional desde 1917

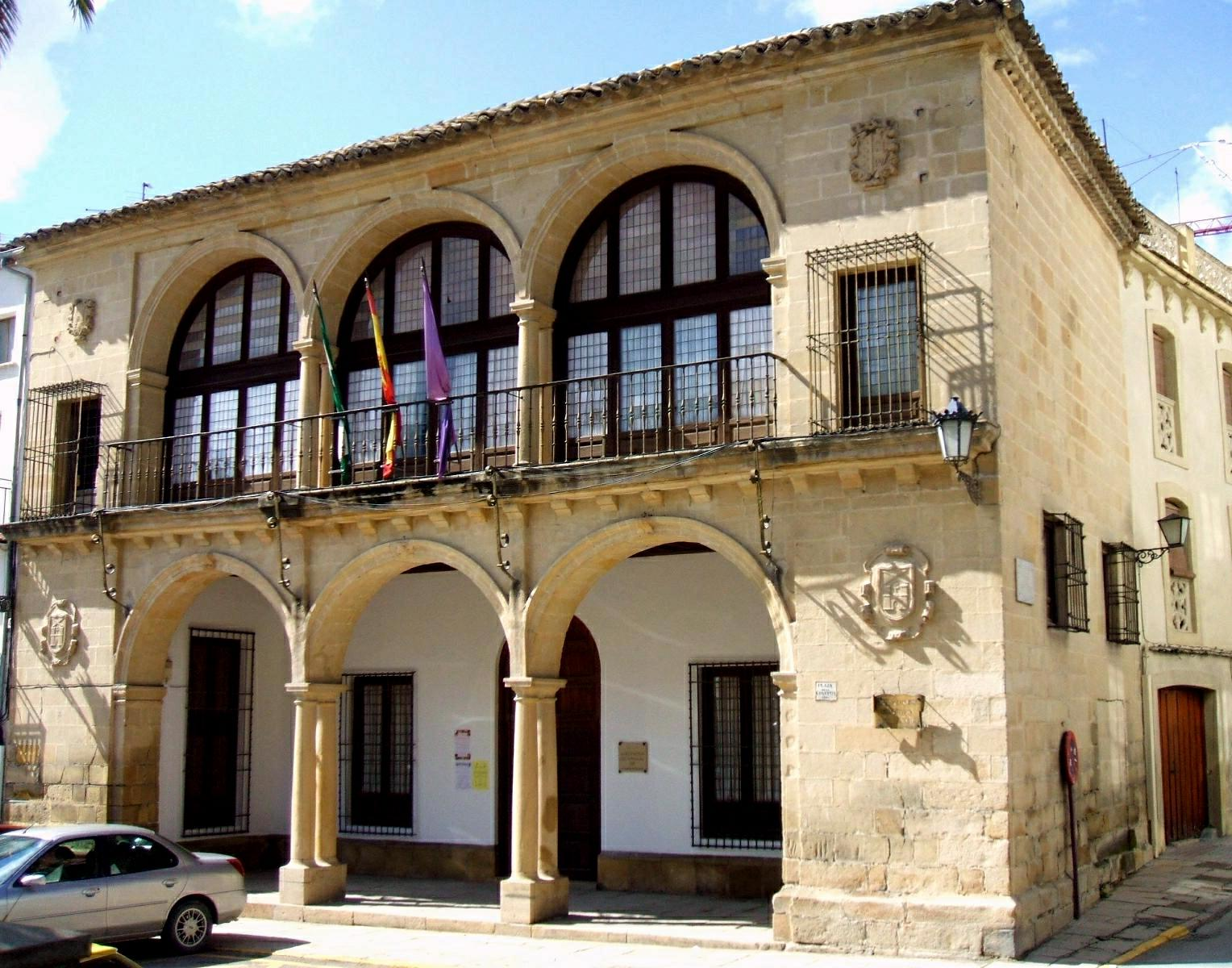
Balcón del Concejo. Segunda ubicación del cabildo municipal y hoy cedida como sede de la Agrupación Arciprestal de Cofradías

| Periodo   | Nombre                       | Partido | Partido                                  |
| --------- | ---------------------------- | ------- | ---------------------------------------- |
| 1979-1983 | José Luis Puche Pardo        |         | Unión de Centro Democrático (UCD)        |
| 1983-2003 | Eusebio Ortega Molina        |         | Partido Socialista Obrero Español (PSOE) |
| 2003-2007 | Javier Calvente Gallego      |         | Partido Popular (PP)                     |
| 2007-2015 | Leocadio Marín Rodríguez     |         | Partido Socialista Obrero Español (PSOE) |
| 2015-2023 | María Dolores Marín Torres   |         | Partido Socialista Obrero Español (PSOE) |
| 2023-act. | Pedro Javier Cabrera Rentero |         | Partido Popular (PP)                     |

| Partido político | Partido político                                       | 1979   | 1983   | 1987   | 1991   | 1995   | 1999   | 2003   | 2007   | 2011   | 2015   | 2019   | 2023   |
| Partido político | Partido político                                       | Ediles | Ediles | Ediles | Ediles | Ediles | Ediles | Ediles | Ediles | Ediles | Ediles | Ediles | Ediles |
|                  | Alianza Popular (AP)-Partido Popular (PP)              | —      | 6      | 6      | 5      | 7      | 6      | 8      | 7      | 8      | 6      | 6      | 8      |
|                  | Partido Socialista Obrero Español (PSOE)               | 7      | 10     | 10     | 11     | 9      | 9      | 7      | 9      | 8      | 8      | 9      | 7      |
|                  | Baeza Merece Más (BM+)                                 | —      | —      | —      | —      | —      | —      | —      | —      | —      | —      | —      | 2      |
|                  | Vox                                                    | —      | —      | —      | —      | —      | —      | —      | —      | —      | —      | 0      | 0      |
|                  | Partido Comunista de España (PCE)-Izquierda Unida (IU) | 1      | 1      | 1      | 1      | 1      | 1      | 1      | 1      | 1      | 1      | 1      | 0      |
|                  | Ciudadanos (CS)                                        | —      | —      | —      | —      | —      | —      | —      | —      | —      | 2      | 1      | 0      |
|                  | Imagina Baeza-Podemos                                  | —      | —      | —      | —      | —      | —      | —      | —      | —      | 0      | 0      | —      |
|                  | Baeza Independiente (BI)                               | —      | —      | —      | —      | —      | 1      | 1      | PP     | PP     | —      | —      | —      |
|                  | Partido Andalucista (PA)                               | —      | —      | —      | 0      | —      | —      | 0      | —      | —      | —      | —      | —      |
|                  | Unión de Centro Democrático (UCD)                      | 9      | —      | —      | —      | —      | —      | —      | —      | —      | —      | —      | —      |

### Organización territorial
Anejos
- Puente del Obispo
- La Yedra
- Las Escuelas

## Cultura

### Patrimonio
Baeza se asienta sobre un terreno que ha estado continuamente habitado, al menos desde la Edad del Bronce. Por esta razón, y a pesar de las sucesivas destrucciones sufridas por las construcciones de todos los períodos, la ciudad aún retiene un destacado patrimonio monumental en el que están representadas diversas culturas, períodos y estilos artísticos. En Baeza pueden contemplarse restos de la Edad del Bronce, de la Época Romana, y de la Hispania visigoda, islámica y cristiana. No obstante, el más rico patrimonio monumental conservado corresponde a los diversos estilos artísticos presentes en la Baeza cristiana: desde el tardo-románico y el gótico, al renacentista, manierista, barroco y neoclásico. No en vano en 2003 el casco histórico de la población, con su antigua ciudad intramuros, fue declarado Patrimonio Mundial por la Unesco.